# Rhen-Ruhr-regionen

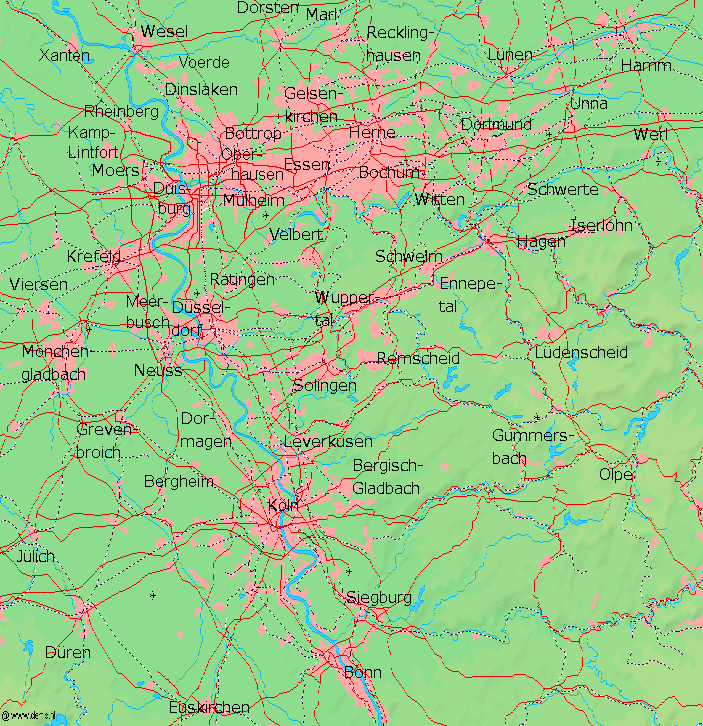
Karta över metropolregionen Rhen-Ruhr

Metropolregionen Rhen-Ruhr (MRR) är det största storstadsområdet i Tyskland, med en yta av 7 110 km2 och omkring 11 miljoner invånare, och omfattar flera städer i förbundslandet Nordrhein-Westfalen. Enligt beräkningar från Demographia är Düsseldorf (inklusive sammanvuxna orter som bland andra staden Essen) den folkrikaste staden i området såväl som den folkrikaste tyska staden och 75:e folkrikaste staden i världen, med mer än 6,23 miljoner invånare medan Köln-Bonn (som är sammanvuxna till ett tätbebyggt område med mer än 2,16 miljoner invånare) är den näst folkrikaste staden och den tredje folkrikaste i Tyskland (efter tyska huvudstaden Berlin med 4 miljoner).
Rhen-Ruhr utgörs av två olika befolkningscentra: industri- och storstadsområdet Ruhrområdet i nordöst med flera stora städer (bland andra Dortmund och Essen) som vuxit ihop under sin gemensamma historia av tung industritillverkning och gruvindustri och regionen Rheinschiene i väst och söder, längs floden Rhen, med bland andra förbundslandshuvudstaden Düsseldorf, Köln och den 1949–1990 västtyska huvudstaden Bonn.

## Kretsfria städer
De kretsfria städer som ingår är Bochum, Bonn, Bottrop, Dortmund, Duisburg, Düsseldorf, Essen, Gelsenkirchen, Hagen, Hamm, Herne, Köln, Krefeld, Leverkusen, Mönchengladbach, Mülheim an der Ruhr, Oberhausen, Remscheid, Solingen och Wuppertal. Dessutom ingår kretsarna Mettmann, Unna, Ennepe-Ruhr, Recklinghausen, Rhein-Erft, Neuss, Rhein-Sieg, Viersen och Wesel.